# Murray Shire (New South Wales)
Koordinaten: 35° 39′ S, 144° 37′ O

Murray Shire war ein lokales Verwaltungsgebiet (LGA) im australischen Bundesstaat New South Wales. Das Gebiet war 4.345 km² groß und hatte zuletzt etwa 7.000 Einwohner. 2016 ging es im Murray River Council auf.
Murray lag etwa auf halber Länge der Südgrenze des Staates nördlich des Murray River circa 570 km westlich der australischen Hauptstadt Canberra und 260 km nördlich der Metropole Melbourne. Das Gebiet umfasste 33 Ortsteile und Ortschaften: Barmah, Barnes, Brassi, Bullatale, Bunnaloo, Caldwell, Calimo, Cornalla, Cummeragunja, Gulpa, Hill Plain, Maloga, Mathoura, Moama, Moira, Moonahcullah, Old Cobram, Peeroo, Perricoota, Picnic Point, Stevens Weir, Tantonan, Tarragon, tataila, Thyra, Tumudeery, Walliston, Warbreccan, Werai, Womboota und Yallakool sowie Teile von Deniliquin und Thule. Der Sitz des Shire Councils befand sich am Ostrand der LGA in Mathoura, wo zuletzt etwa 660 Einwohner lebten.

## Verwaltung
Der Murray Shire Council hatte neun Mitglieder, die von allen Bewohnern der LGA gewählt wurden. Murray war nicht in Bezirke untergliedert. Aus dem Kreis der Councillor rekrutierte sich auch der Mayor (Bürgermeister) des Councils.